# Денис Подворний

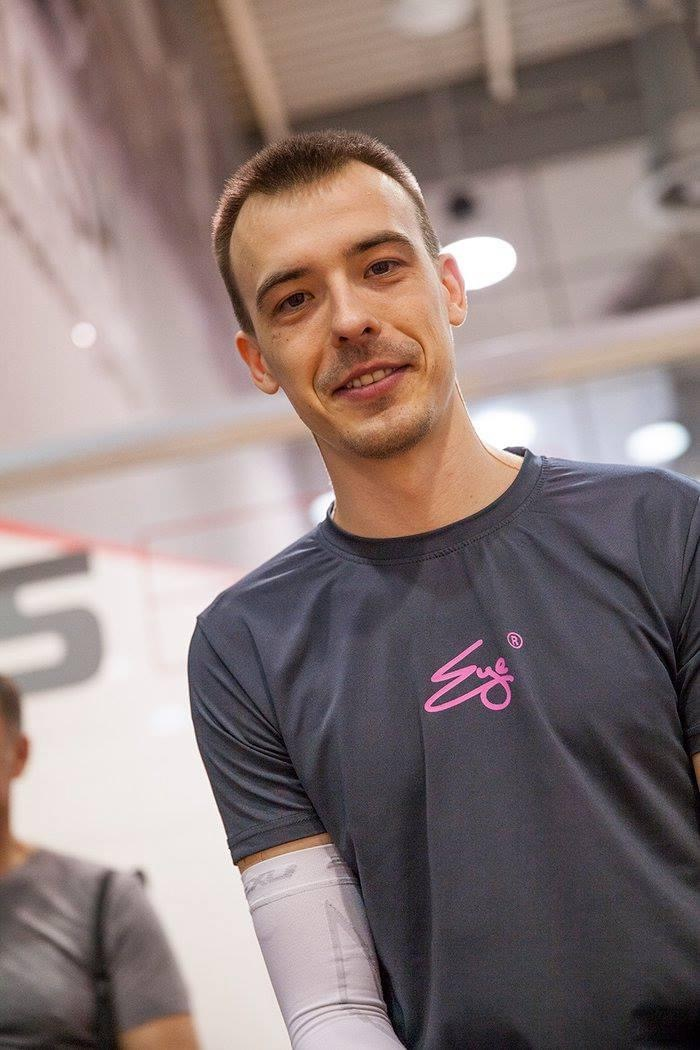
Денис Подворний капітан Чоловічої Збірної Команди України зі Сквошу 2025

Денис Подворний — український сквошист, багаторазовий чемпіон України, майстер спорту України зі сквошу та тренер.

## Біографія
Денис Подворний здобув освіту в Національному університеті фізичного виховання і спорту України, отримавши спеціальність у сфері спортивного виховання. Він є сертифікованим тренером рівня Level-2 Міжнародної федерації сквошу. 

## Спортивна кар'єра
- Багаторазовий чемпіоном України зі сквошу в 2011, 2013, 2014, 2016, 2017, 2023, 2024 та 2025 роках. [1]
- Переможець у Кубку України зі сквошу 2015 року та фіналіст 2016.
- Призер європейських чемпіонатів: 1 місце Мальта 2014 рік, 3 місце Рига 2018 рік.
- Член національної збірної України 2010-2025.
- Капітан та головний тренер національний чоловічої команди України за сквошу 2025.[2]

Після року відновлення, у лютому 2024 року, Денис повернувся до змагань і здобув свій сьомий титул чемпіона України, віддавши суперникам лише два гейми.
Майстер спорту та Майстер спорту України міжнародного класу по сквошу. 

## Тренерська діяльність
Денис працює тренером зі сквошу в Києві. Він вважає, що для досягнення результату необхідні бажання, працьовитість, дисципліна та прагнення змагатися, досягаючи поставлених цілей. Головний тренер національнох чоловічої команди України. 

## Особисте життя
Окрім сквошу, Денис має звання кандидата в майстри спорту з тенісу.
Його історія успіху є прикладом наполегливості та відданості спорту, що надихає молодих спортсменів в Україні.